# Cheetah Chrome
Nascido Gene O'Connor em 18 de fevereiro de 1955 em Cleveland, Ohio, é um músico norte americano mais conhecido guitarrista das bandas de rock Rocket From The Tombs e Dead Boys.
Depois da separação do Dead Boys, Chrome continuou tocando em Nova Iorque (na maioria das vezes no Max's Kansas City) fazendo shows com o Stilettos e com sua própria banda "Cheetah Chrome and the Casualties". Ele gravou um single pela ORK records, "Still Wanna Die" / "Take Me Home", gravado pelo co-fundador da Atlantic Records, Herb Abramson. Pouco tempo depois tocou no primeiro álbum de Ronnie Spector, "Siren". Ele participou de algumas gravações nos anos 80, sendo a mais notável como "Cheetah Chrome and the Ghetto Boys" (Get Hip) e com Jeff Dahl's (I Kill Me). Também participou das reuniões do Dead Boys no final da mesma década.
Nos anos 90, Chrome se mudou para Nashville no Tennessee e gravou um álbum ao vivo, "Alive in Detroit" no Lili's em Hamtrack, Michigan.
Na década seguinte Chrome tocou em algumas músicas do disco "Fuck 'Em All We've All Ready (Now) Won!" do False Alarm.
Depois do lançamento do álbum "The Day the Earth Met the Rocket from the Tombs", ele reformulou o Rocket From The Tombs com David Thomas, Craig Bell, Steve Mehlman (do Pere Ubu) na bateria e Richard Lloyd (ex-Television) substituindo Peter Laughner. A reencarnação da banda rendeu uma turnê em 2003 e outra em 2006. Em 2004 eles gravaram em um estúdio parte do material antigo da banda pela primeira vez. As gravações foram lançadas como "Rocket Redux" (Smog Veil).
Chrome também formou com Sylvain Sylvain, um dos fundadores do New York Dolls, a banda Batusis.